# Монастырёк (Ленинградская область)
Монастырёк — деревня в Сланцевском районе Ленинградской области. Административный центр Черновского сельского поселения.

## История
Деревня Монастырёк упоминается на карте Санкт-Петербургской губернии Ф. Ф. Шуберта 1834 года.

МОНАСТЫРЁК — деревня принадлежит госпоже Аглае Голавниной, число жителей по ревизии: 67 м. п., 74 ж. п. (1838 год)

МОНАСТЫРЁК — деревня госпожи Головиной, по просёлочной дороге, число дворов — 20, число душ — 86 м. п. (1856 год)

МОНАСТЫРЁК — деревня владельческая при колодце, число дворов — 32, число жителей: 97 м. п., 127 ж. п. (1862 год) 

Сборник Центрального статистического комитета описывал её так:

МОНАСТЫРЁК — деревня бывшая владельческая, дворов — 49, жителей — 254; две часовни, лавка. (1885 год)

В XIX — начале XX века деревня административно относилась к Черновской волости 1-го земского участка 1-го стана Гдовского уезда Санкт-Петербургской губернии.
Согласно Памятной книжке Санкт-Петербургской губернии 1905 года деревня образовывала Монастырское сельское общество.
- Деревня Монастырёк на карте 1919 года

Согласно карте Петроградской и Эстляндской губерний 1919 года через деревню Монастырёк протекал ручей Монастырский.
С 1917 по 1922 год деревня входила в состав Кольцовской волости Гдовского уезда.
С 1922 года, в составе Монастырского сельсовета Выскатской волости.
С 1924 года, в составе Черновского сельсовета.
С августа 1927 года, в составе Рудненского района.
С 1928 года, в составе Кингисеппского района. В 1928 году население деревни составляло 471 человек.
По данным 1933 года деревня называлась Монастырки и также входила в состав Черновского сельсовета Кингисеппского района.
- Деревня Монастырёк на карте 1937 года

Согласно топографической карте 1937 года деревня насчитывала 94 крестьянских двора, в деревне находился кирпичный завод и две деревянных часовни.
С января 1941 года, в составе Сланцевского района.
Деревня была освобождена от немецко-фашистских оккупантов 2 февраля 1944 года.
С 1963 года, в составе Кингисеппского района.
По состоянию на 1 августа 1965 года деревня Монастырёк входила в состав Черновского сельсовета Кингисеппского района. С ноября 1965 года, вновь в составе Сланцевского района. В 1965 году население деревни составляло 136 человек.
По данным 1973 года деревня Монастырёк являлась административным центром Черновского сельсовета Сланцевского района, в который входили 13 населённых пунктов.
По данным 1990 года деревня Монастырёк являлась административным центром Черновского сельсовета, в который входили 11 населённых пунктов общей численностью населения 793 человека. В самой деревне Монастырёк проживали 112 человек.
В 1997 году в деревне Монастырёк Черновской волости проживали 169 человек, в 2002 году — 159 человек (русские — 92 %), деревня являлась административным центром волости.
В 2007 году в деревне Монастырёк Черновского СП проживали 165 человек, в 2010 году — 171 человек.

## География
Деревня расположена в северной части района на автодороге 41К-800 (Черно — Монастырёк — Черновское) в месте примыкания к ней автодороги 41К-788 (подъезд к дер. Монастырёк).
Расстояние до районного центра — 25 км.
Расстояние до ближайшей железнодорожной станции Вервёнка — 2,5 км.
Близ деревни протекает река Чёрная (Черновка).

## Демография
| 1862 | 2007 | 2010 | 2017 |
| ---- | ---- | ---- | ---- |
| 224  | ↘165 | ↗171 | ↘152 |